# Форт-Резольюшен (трасса)
Трасса Форт-Резольюшен, другое название - трасса Северо-Западных территорий 6,  соединяет 60-й км трассы Форт-Смит с населённым пунктом Форт-Резольюшен, Северо-западные территории, Канада. Общая протяженность трассы 90 км.
Трасса в основном проходит по побережью Большого Невольничьего озера к населённому пункту Форт-Резольюшен. Первые 38 км трассы заасфальтированы, в то время как оставшиеся 52 км представляют собой гравийное полотно.Трасса представляет собой часть автомобильного туристического маршрута Грэйт-Слэйв-Роут. Вторую часть маршрута составляет трасса 
Хей-Ривер.